# Klein Stuart
Klein Stuart – Die Geschichte einer ungewöhnlichen Familie (Originaltitel: Stuart Little) ist ein 1945 erschienenes Kinderbuch des US-amerikanischen Autors Elwyn Brooks White. Die Illustrationen schuf Garth Williams.
Die erste deutschsprachige Übertragung stammt von Heinrich Hecke und erschien 1950 unter dem Titel Rikki. Die abenteuerliche Geschichte einer kleinen Maus im Verlag Carl Ueberreuter, Wien und Heidelberg. Der Diogenes Verlag, Zürich, brachte 1978 eine neue Übersetzung von Ute Haffmans heraus, die seither verwendet wird. 

## Handlung
Die Familie Little freuen sich auf ihr zweites Kind, doch Mrs. Little bringt eine Maus zur Welt, die den Namen Klein Stuart erhält. Seinen älteren Bruder George stört seine Mausgestalt keineswegs. Klein Stuart selbst sieht seine geringe Körpergröße als Segen an, wenn es darum geht, kleine Reparaturen am Klavier durchzuführen oder gar ins Abflussrohr zu klettern.
Doch die Hauskatze Schneeball sieht in Klein Stuart Nahrung und startet Versuche, um ihn loszuwerden. Stuart erstaunt auch die Menschen, als er in einem kleinen Segelboot an einer Regatta im Teich des Central Parks teilnimmt.
Eines Tages lernt er die kleine Vogeldame Margalo kennen und die beiden werden sehr gute Freunde. Margalo rettet ihm sogar das Leben, als Klein Stuart in einen Müllwagen gerät.
Im Frühling kommt eine schwierige Wende: Kater Schneeball plant mit einem Straßenkater ein Komplott gegen Margalo, doch eine Taube wird zufällig Zeuge und hinterlässt Margalo einen warnenden Brief. Ohne Abschied zu nehmen, flieht Margalo aus dem Haus der Littles.
Stuart kann nicht glauben, dass seine Freundin verschwunden ist und beschließt, das sichere Haus zu verlassen, um sie zu suchen. Er steigt in sein Spielzeugauto und macht eine große Reise, wobei er Gelegenheit bekommt, Vertretungslehrer in einer Schule zu sein. Dabei lernt er das Mädchen Harietta Ames kennen, das genauso groß ist wie er.

## Verfilmung
Das Buch wurde unter dem Titel Stuart Little mit Hugh Laurie als Mr. Little, Geena Davis als Mrs. Little und Jonathan Lipnicki als George Little verfilmt. Der animierte Stuart Little wurde in Original von Michael J. Fox gesprochen. Der Film erhielt zwei Fortsetzungen und es folgte eine gleichnamige Zeichentrickserie.